# سحرم دولت بیدار به بالین آمد
غزلی با مطلعِ «سحرم دولت بیدار به بالین آمد» غزل شمارهٔ ۱۷۶ از دیوانِ حافظ در تصحیحِ محمد قزوینی و قاسم غنی است.

## در دیگر آثار هنری
در نسخه‌ای مصور از دیوان حافظ در کتابخانهٔ لیدن به‌سال ۸۹۴ ه‍.ق/۱۴۸۹ م و کتابت‌شده توسط شیخ محمدابراهیم اوحدی بلیانی که متعلق به مکتب شیراز دوم است، نگاره‌ای بر مبنای این غزل موجود است.